# Janomima ochrea
Janomima ochrea är en fjärilsart som beskrevs av M.Gaede 1932. Janomima ochrea ingår i släktet Janomima och familjen Eupterotidae. Inga underarter finns listade i Catalogue of Life.